# RS-39604
RS-39604 je antagonist 5-HT4 receptora.